# إدارة جمع المعلومات الاستخباراتية
إدارة جمع المعلومات الاستخباراتية هي عملية إدارة وتنظيم معلومات مخابراتية تم جمعها من مصادر مختلفة.
القسم المختص بجمع المعلومات المخابراتية في أي جهاز مخابرات قد يسعى لمحاولة التأكد من صحة المعلومات التي تم جمعها بصورة مبُسطة، لكنه غير مُختص بتحليلها تحليلاً دقيقاُ وتحديد مدى أهميتها.
إن الفرق بين التأكد من صحة المعلومات وتحليلها كان محل جدلاً في أوساط المجتمع المخابراتى الأمريكي، حيث ترى كل من وكالة المخابرات المركزية و الاستخبارات العسكرية الأمريكية أن وكالة الأمن القومى تحاول تفسير معلومات من المفترض أن تقوم بتفسيرها وتحليلها وكالات أخرى.